# Association des chasseurs de Serbie
L'Association des chasseurs de Serbie (en serbe cyrillique : Ловачки савез Србије ; en serbe latin : Lovački savez Srbije) est une société de chasse située en Serbie. Elle a été fondée en 1896.
L'association nationale regroupe plus de 227 associations régionales, dont les associations des chasseurs de Voivodine, du Kosovo et de Métochie ; plusieurs organismes publics en font également partie comme les parcs nationaux de la Fruška gora, des monts Tara, des monts Kopaonik, de Đerdap et des monts Šar, ainsi que les organismes Srbijašume (« Forêts de Serbie ») et Vojvodinašume (« Forêts de Voïvodine »),.

## Historique
Une assemblée de chasseurs s'est réunie le 13 octobre 1896 dans le village de Brzan près de Lapovo, sur le domaine de Košutnjak qui était le terrain de chasse privé du roi Milan Obrenović, réputé pour ses cerfs et ses chevreuils. À cette occasion, l'Association des chasseurs du royaume de Serbie a été officiellement créée le 26 octobre. Dès 1898, elle regroupait 42 associations réparties dans tout le royaume et comptait 2 500 membres.

## Domaine
Le domaine géré par l'Association des chasseurs de Serbie s'étend sur environ 650 000 km2, répartis entre 321 zones de chasses ; l'association gère également 250 pavillons de chasse.

## Structures
L'association est divisée en 15 grandes zones de chasse (en serbe : Lovni oblasti), celles de la Bačka, du Banat septentrional, du Banat méridional, de la Syrmie, de Belgrade, de Podunavlje, de Šumadija (Choumadie), de Podrinje-Kolubara, de Zlatibor, de Raška, du Timok, de la Serbie du sud-est, de la Serbie du sud, du Kosovo et de la Métochie.
Chacune de ces zones est à son tour subdivisée en plusieurs secteurs.